# 马桑日莱瑟米尔
马桑日莱瑟米尔（法語：Massingy-lès-Semur，法語發音：[masɛ̃ʒi lɛ səmyʁ]，意为“瑟米尔附近的马桑日”）是法国科多尔省的一个市镇，属于蒙巴尔区。

## 地理
马桑日莱瑟米尔（47°30'39"N, 4°24'5"E）面积8.43 平方千米，位于法国勃艮第-弗朗什-孔泰大區科多尔省，该省份为法国中东部省份，北起奥布省，西接涅夫勒省和约讷省，南至索恩-卢瓦尔省，东南接汝拉省，东临上索恩省，东北部与上马恩省接壤。
与马桑日莱瑟米尔接壤的市镇（或旧市镇、城区）包括：朗蒂利、普耶奈、沃纳雷莱洛姆、维拉尔和维勒诺特、格里尼翁、瑞伊、米西拉福斯。

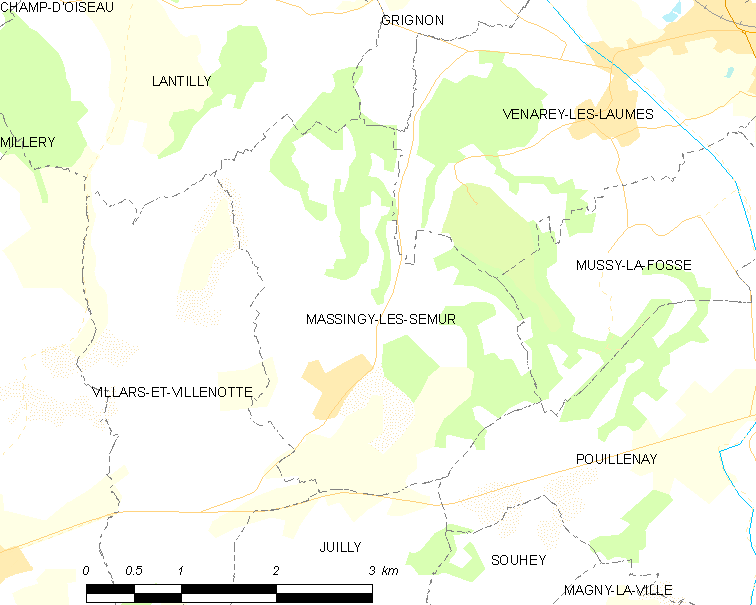
马桑日莱瑟米尔的OSM定位图

马桑日莱瑟米尔的时区为UTC+01:00、UTC+02:00（夏令时）。

## 行政
马桑日莱瑟米尔的邮政编码为21140，INSEE市镇编码为21394。

## 政治
马桑日莱瑟米尔所属的省级选区为欧苏瓦地区瑟米尔县。

## 人口

1962-2008年间马桑日莱瑟米尔人口变化图示

马桑日莱瑟米尔于2022年1月1日时的人口数量为152人。